# MacArthur (Leyte)
MacArthur ist eine philippinische Stadtgemeinde in der Provinz Leyte. Sie hat 21.211 Einwohner (Zensus 1. August 2015).

## Baranggays
Macarthur ist politisch in 31 Baranggays unterteilt.
| - Batug - Burabod - Capudlosan - Casuntingan - Causwagan - Danao - General Luna - Kiling - Lanawan - Liwayway - Maya | - Oguisan - Osmeña - Palale 1 - Palale 2 - Poblacion District 1 - Poblacion District 2 - Poblacion District 3 - Pongon - Quezon - Romualdez | - Salvacion - San Antonio - San Isidro - San Pedro - San Vicente - Santa Isabel - Tin-awan - Tuyo - Doña Josefa - Villa Imelda |